# Michael Polanyi
Michael Polanyi, född 11 mars 1891 i Budapest, död 22 februari 1976 i Northampton, var ett ungerskt-brittiskt universalgeni, som gjorde viktiga insatser inom fysikalisk kemi, nationalekonomi, filosofi, vetenskapssociologi och patenträtt. Han var far till John Polanyi samt bror till Karl Polanyi.

## Uppväxt och utbildning
Polanyi föddes, som det yngsta barnet av fem, i en välbärgad judisk familj i Budapest under en period när landets emanciperade judar upplevde goda tider. Hans far Mihaly Pollacsek var järnvägsingenjör, utbildad vid ETH, och arbetade med att vidareutveckla Ungerns järnvägsnät. Hans mor Cecile, född Wohl, var dotter till chefsrabbinen i Vilnius. Paret flyttade till Budapest 1890 och bytte 1904 sina fem barns efternamn (men inte sitt eget) från Pollacsek till det mer ungerskklingande Polanyi. Fadern gick i konkurs 1899 efter att en översvämning hade svept iväg en järnvägslinje han hade byggt och han dog 1905, vilket försatte familjen i en besvärlig ekonomisk situation.
Polanyi studerade vid Mintagymnasiet, där han tog examen 1909. Under senare delen av hans uppväxt höll hans mor varje vecka en salong där många av Ungerns ledande poeter, författare, målare och intellektuella deltog.
Efter gymnasiet började Polanyi studera medicin vid Budapests universitet, och tog examen 1913. Samma år började han studera kemi vid Technische Hochschule Karlsruhe under Georg Bredig.
Vid första världskrigets utbrott 1914 kallades Polanyi för tjänstgöring som läkare i Österrike-Ungerns krigsmakt. Han tjänstgjorde till 1916 då han blev skadad. Under sin sjukdomstid skrev han sin doktorsavhandling, om teorin för adsorption av gaser på fasta ämnen. 1919 försvarade han avhandlingen vid Budapests universitet.
Oroligheterna i Ungern efter första världskrigets slut fick Polanyi att lämna Ungern 1919, och återvända till Karlsruhe.

## Forskarkarriär
I september 1920 fick Polanyi en tjänst vid Kaiser Wilhelm-institutet (KWI) för fiberkemi i Berlin-stadsdelen Dahlem. Detta institut leddes då av den österrikiske biokemisten Reginald Oliver Herzog och fanns delvis i samma lokaler som Kaiser Wilhelm-institutet för fysikalisk kemi och elektrokemi som leddes av nobelpristagaren Fritz Haber. Polanyis forskningsintressen passade bättre in i Habers institut och Polanyi bytte officiellt till det andra Kaiser Wilhelm-institutet i september 1923. Där blev han föreståndare för institutionen för kemisk kinetik.
1923 färdigställde Polanyi sin habilitation vid Berlins universitet och anställdes som privatdocent vid Technische Hochschule Charlottenburg. Förutom verksamheten vid Kaiser-Wilhelm-institutet och tekniska högskolan bedrev Polanyi vid denna tid även industriforskning och konsultverksamhet för att dryga ut sin lön.
I slutet av 1920-talet och början av 1930-talet fick Polanyi flera erbjudanden om professurer vid utländska universitet, men trivdes så bra i den akademiska miljön i Berlin att han stannade där trots de svårigheter som den stora depressionen förde med sig. Efter nazisternas maktövertagande i början av 1933 blev dock inte längre möjligt för en judisk forskare att stanna kvar. I augusti 1933 flyttade han därför till Storbritannien och en professur i kemi vid University of Manchester.
Efter sin andra exil började han engagera sig mer för politisk och ekonomisk frihet i allmänhet och akademisk frihet i synnerhet, och började skriva mer om dessa områden. University of Manchester skapade 1948 en professur i samhällsvetenskap (Social Studies) för honom.
1951 blev Polanyi erbjuden en professur i samhällsfilosofi vid University of Chicago. Han kunde dock inte tillträda på grund av att han nekades visum till USA, efter att ha anklagats för samröre med kommunister, vilket sågs allvarligt på under McCarthy-eran. Efter sin pensionering från Manchester blev Polanyi 1959 seniorforskare vid Merton College, University of Oxford.

## Insatser inom fysikalisk kemi
Polanyi var verksam inom flera delar av den fysikaliska kemin, men hans insatser inom kinetik är de mest kända. Polanyis forskargrupp vid KWI i Berlin 1923–1933 lade grunden för en kinetisk teori som var i överensstämmelse med kvantmekaniken. I forskargruppen ingick flera unga teoretiker, bland andra Eugene Wigner (nobelpristagare i fysik 1963), Fritz London och Henry Eyring. Dessa teoretiska utvecklingar ledde under 1960-talet andra forskare vidare till kemisk reaktionsdynamik. En av de som ägnade sig åt detta område var hans son John Polanyi, som 1986 tilldelades nobelpriset i kemi tillsammans med Dudley Herschbach och Yuan Lee.

## Insatser inom filosofi
Polanyis främsta verk inom filosofin är Personal Knowledge, som kom ut 1958. En kortare och mer tillgänglig version gavs 1966 ut som The Tacit Dimension (i svensk översättning Den tysta dimensionen, utgiven 2013).
Polanyi argumenterade för att positivismen ger en falsk redogörelse för kunskapen, som om den tas på allvar undergräver mänsklighetens högsta resultat.